# Dosilia pydanieli
Dosilia pydanieli är en svampdjursart som beskrevs av Cecilia Volkmer-Ribeiro 1992 . Dosilia pydanieli ingår i släktet Dosilia och familjen Spongillidae. Inga underarter finns listade i Catalogue of Life.